# Trjawna
Trjawna (bułg. Трявна) – miasto w środkowej Bułgarii, w obwodzie Gabrowo. Siedziba administracyjna gminy Trjawna. Według danych Narodowego Instytutu Statystycznego w Bułgarii z 31 grudnia 2011 miasto liczyło 9313 mieszkańców.

## Położenie
Położona na północnych stokach Starej Płaniny w dolinie rzeki Trewenska reka, 440 m n.p.m. Stare Miasto jest chronioną strefą architektoniczną ze 140 zabytkami. W Trjawnie zachowały się m.in. cerkwie św. Michała Archanioła i św. Jerzego.

## Historia
Powstało tu pierwsze w Bułgarii sanatorium gruźlicze.

## Sport
W mieście znajduje się klub piłkarskie FK Trjawna.

## Zabudowa Trjawny

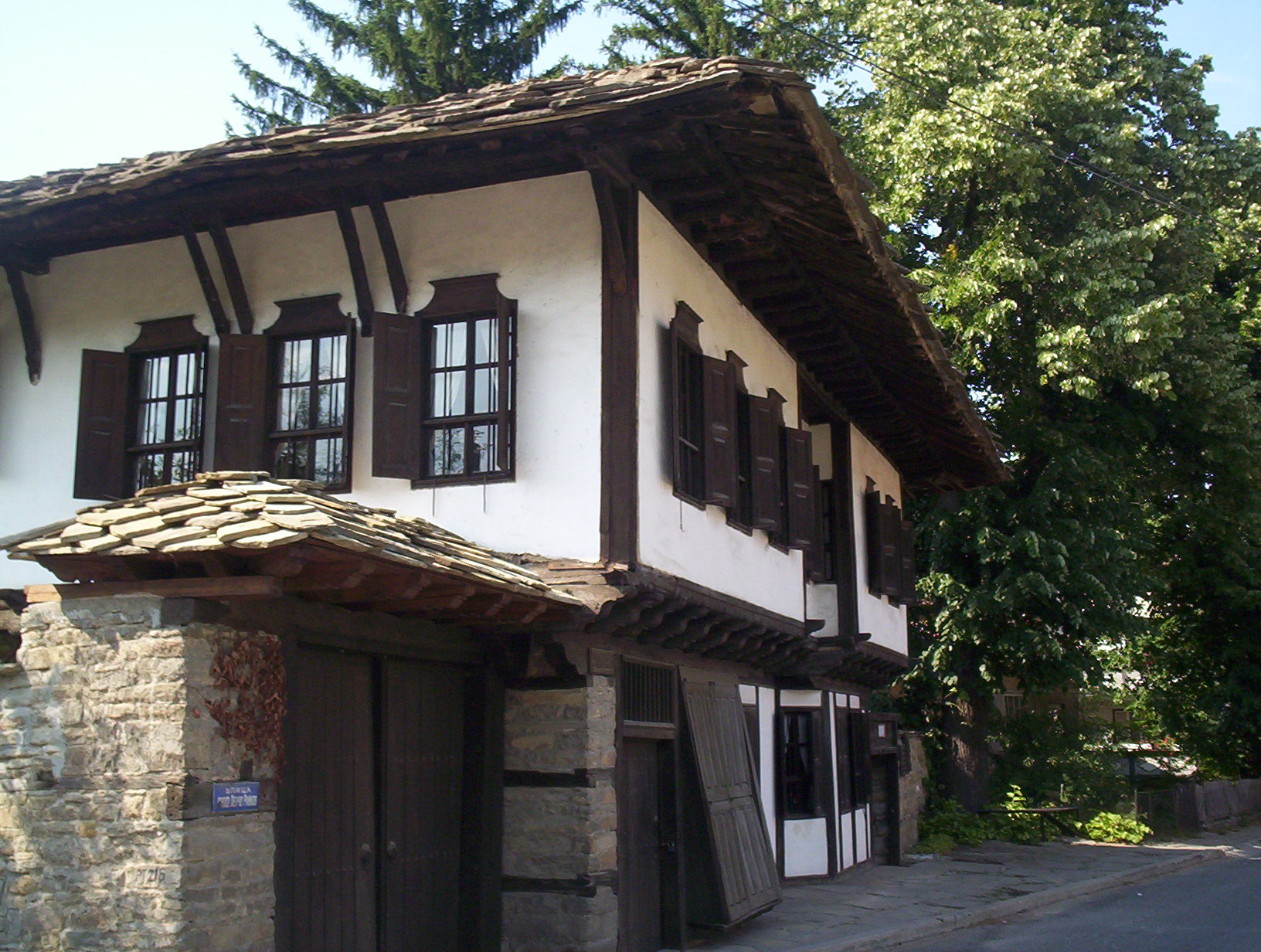
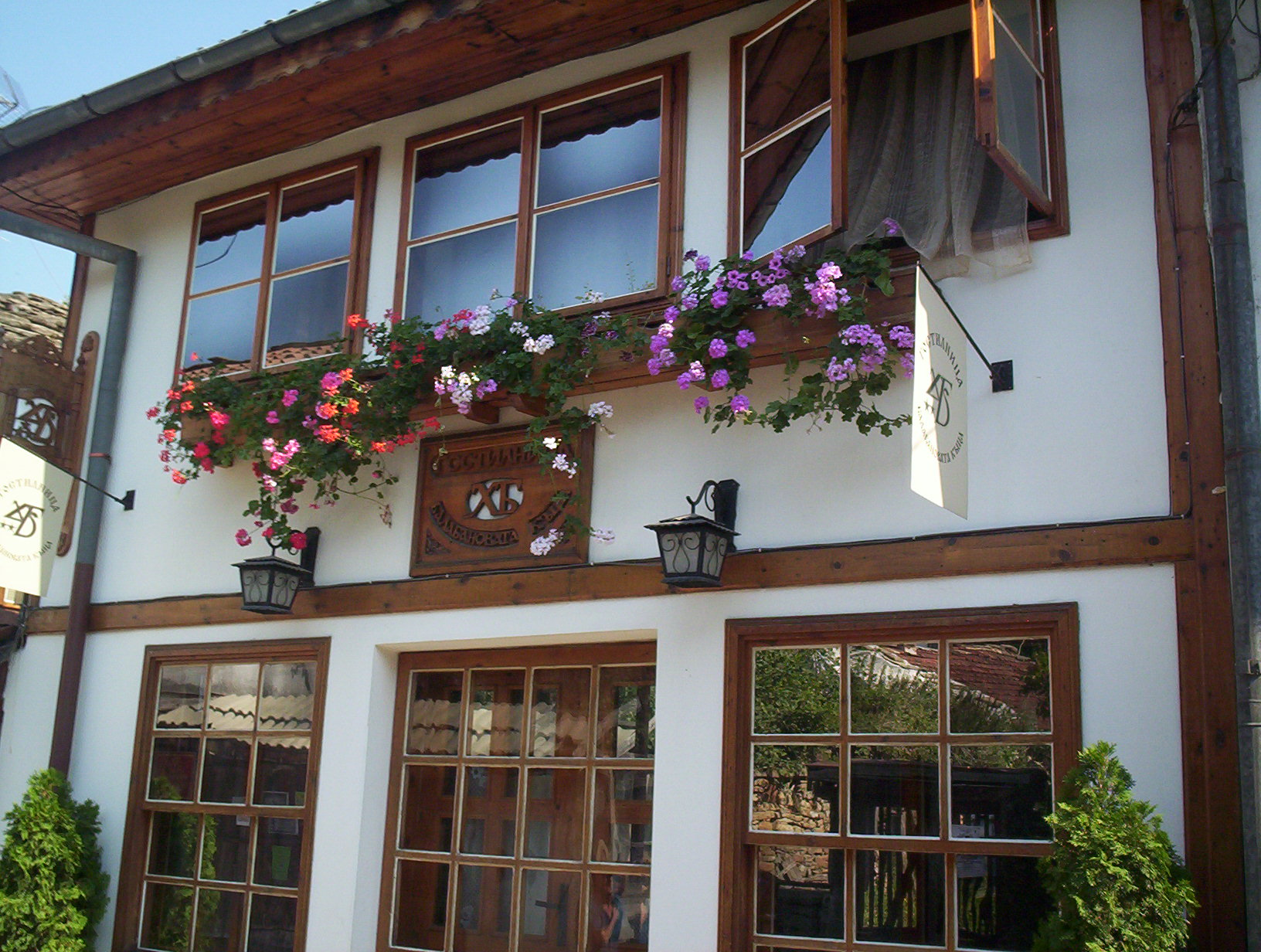
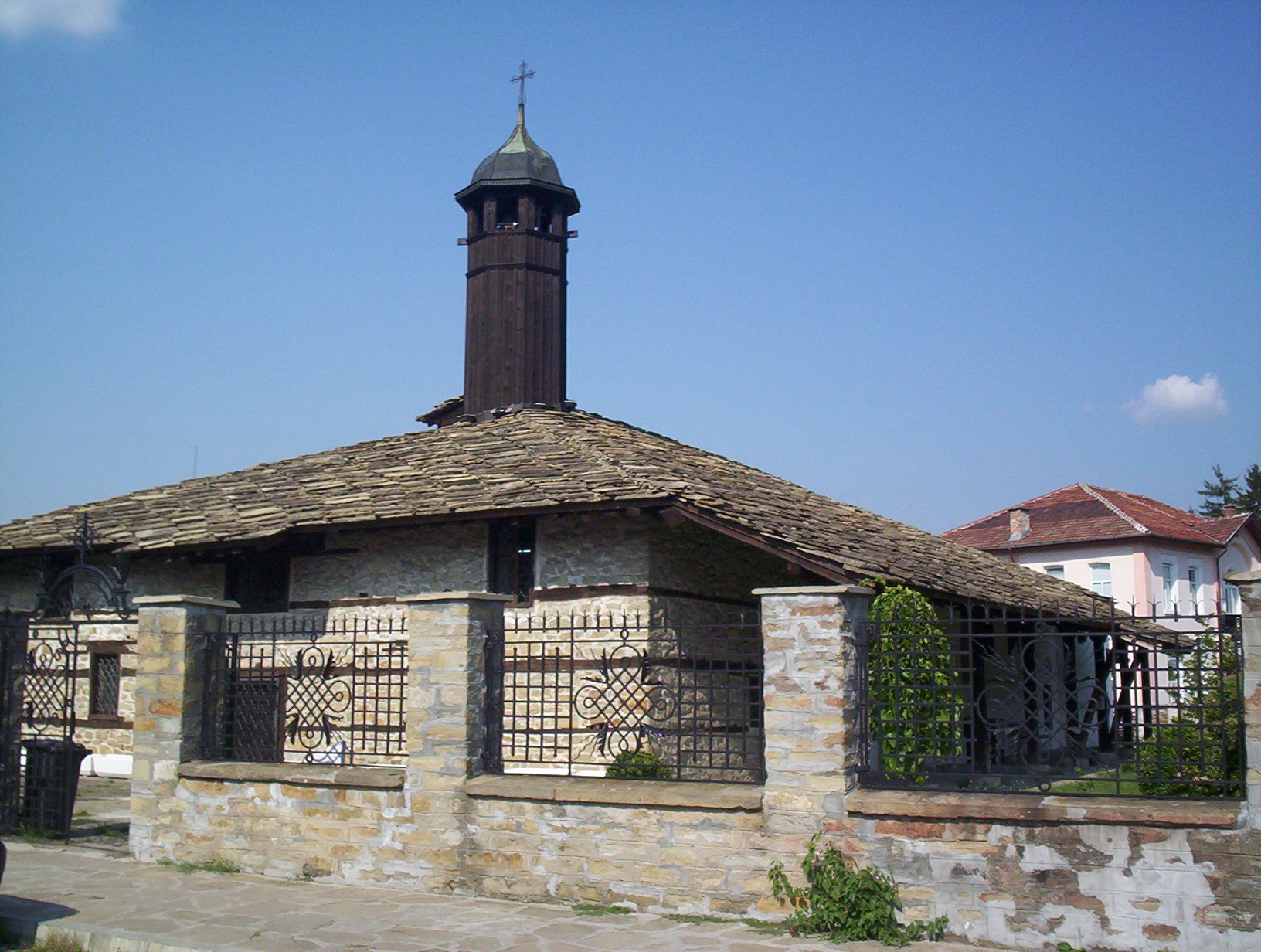
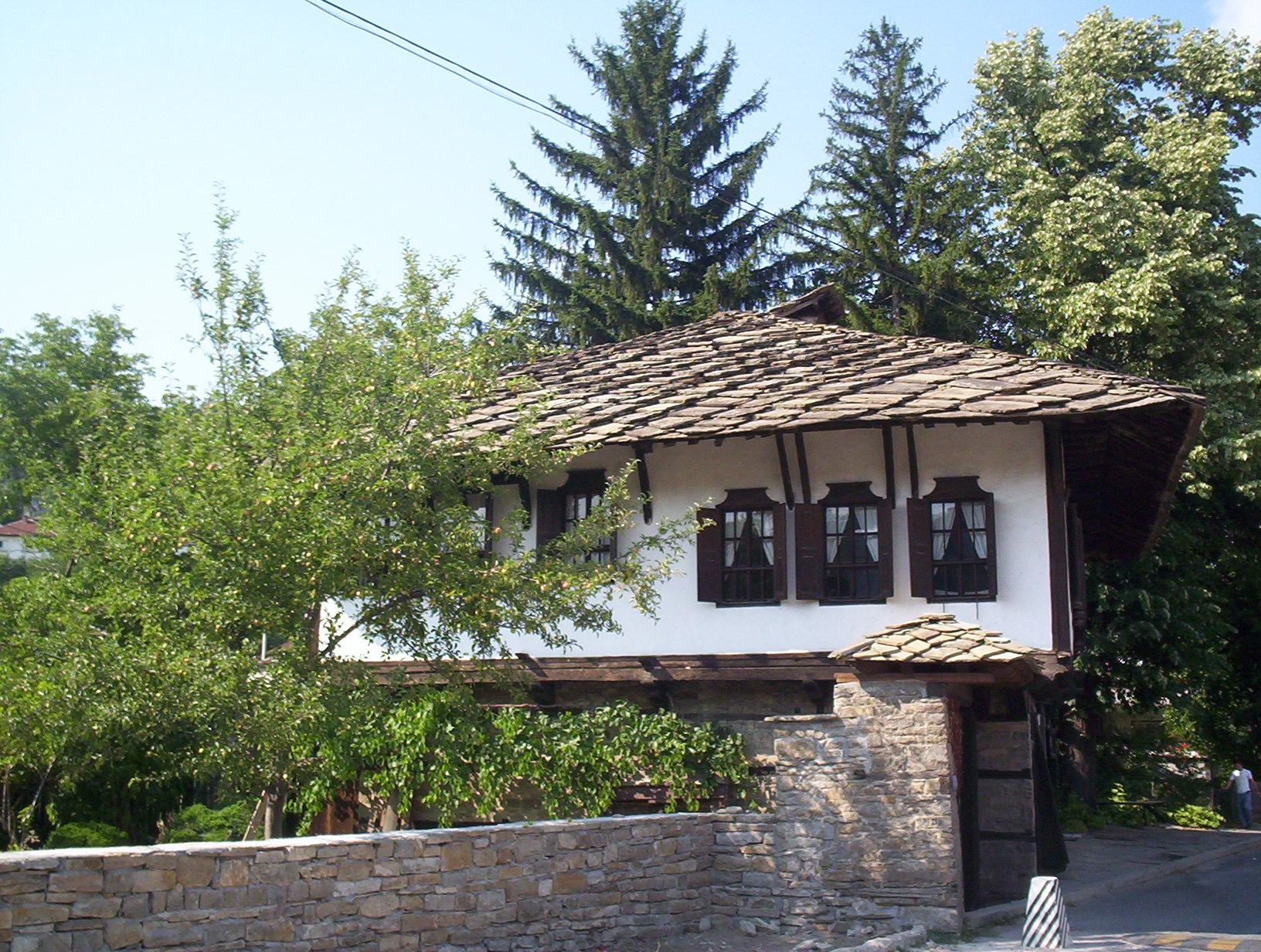
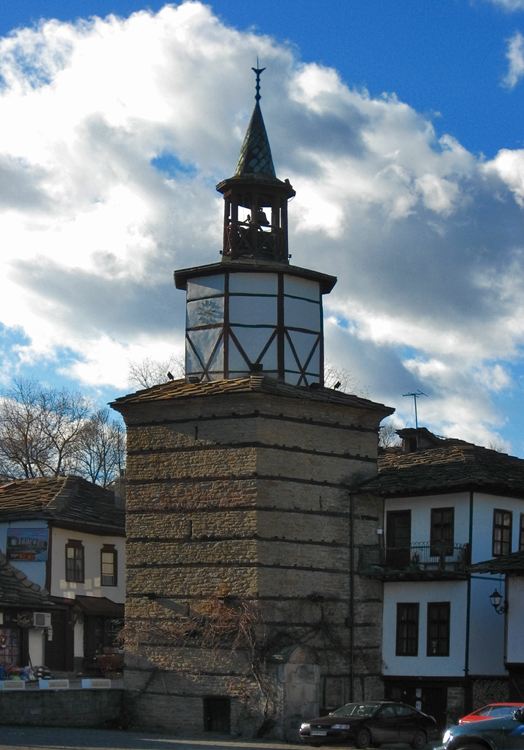
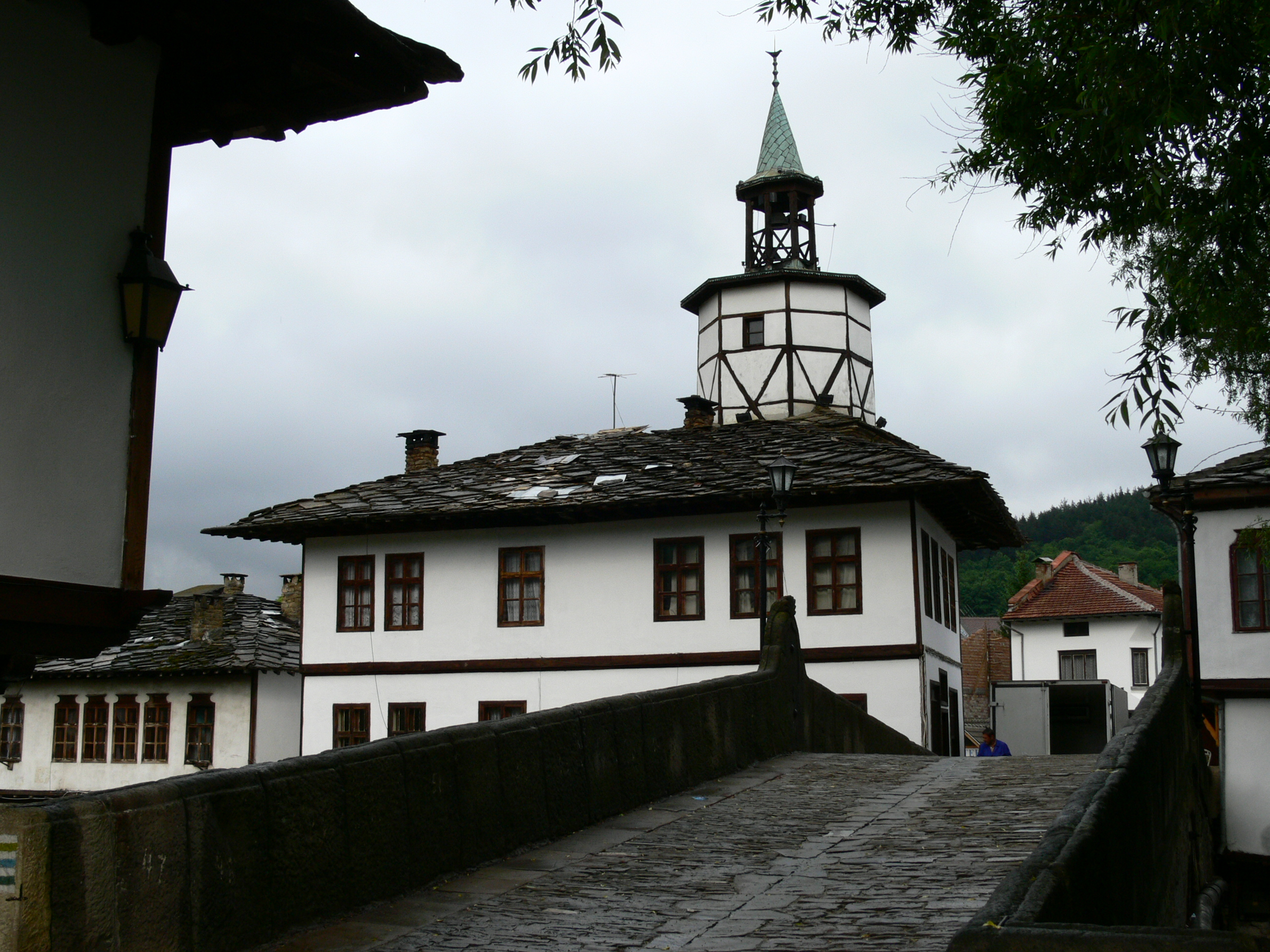
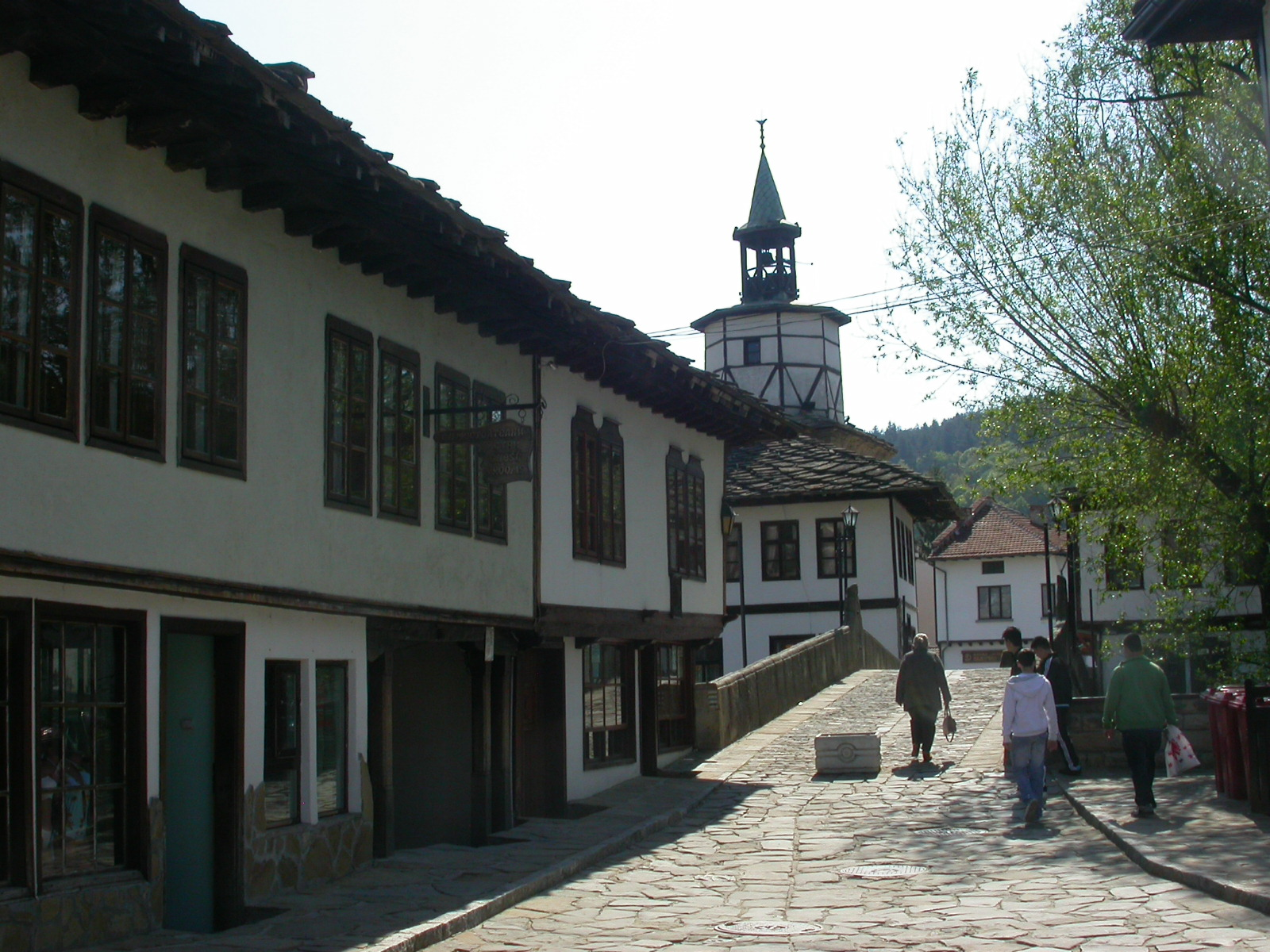
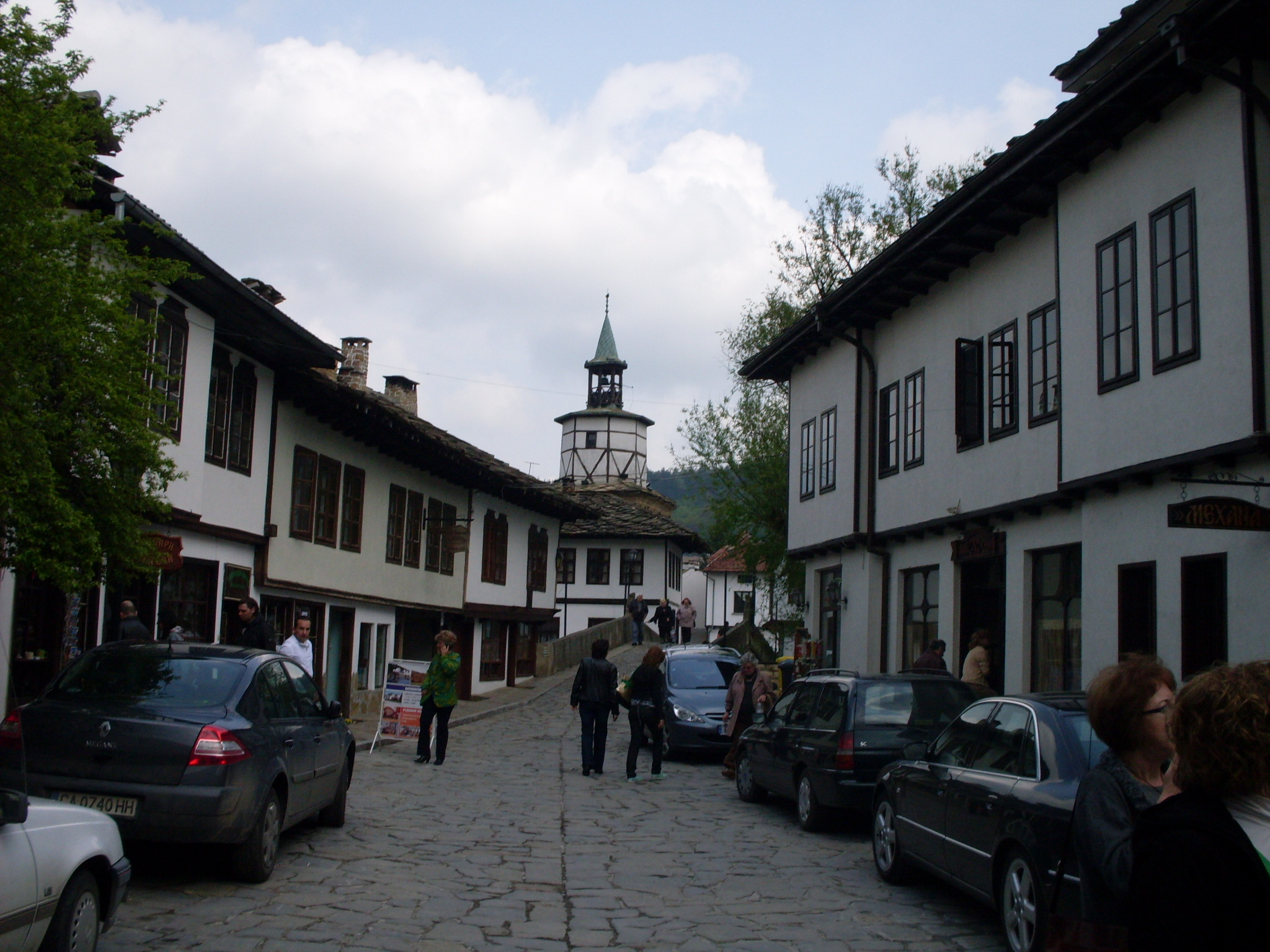

## Współpraca
Miejscowości partnerskie:
- Brienz, Szwajcaria
- Houffalize, Belgia
- Osipowicze, Białoruś
- Żyrardów, Polska